# Кривоногов Юрій Андрійович
Юрій Андрійович Кривоногов (нар. 15 травня 1941 року, село Стара Кріуша, Воронезька область, Російська РФСР, СРСР) — радянський та український інженер-кібернетик, кандидат технічних наук , творець і лідер «Інституту душі „Атма“» ("Біле братство"), співпрацював із секретним відділом радянських спецслужб, що займався вивченням маніпуляцій масовою свідомістю .

## Біографія
Народився 15 травня 1941 року у Воронезькій області. За освітою інженер-кібернетик, 1978 року захистив кандидатську дисертацію у Харківському інституті радіоелектроніки (тема дисертації пов'язана із системами оперативного диспетчерського управління). Працював в Інституті клінічної та експериментальної медицини в Новосибірську , співпрацював з Миколаївським центром психотроніки, де під егідою КДБ готували «протиотруту» від ЦРУшних розробок з контролю над розумом . У перебудовному хаосі раптово залишив наукову кар'єру і став кришнаїтом. Через деякий час залишив «Товариство свідомості Крішни» і 1990 року заснував власну організацію «Інститут душі „Атма“», яка пізніше стала відомою як «Біле Братство».
Юрій Кривоногов зі своєю дружиною, колишньою комсомольською активісткою, Мариною Цвігун оголосили себе божествами та розробили власне еклектичне релігійне вчення «Юсмалос».  Найважливішим елементом цього вчення стало напружене очікування кінця світу, коли «діти Сатани — еммануїлівці» повинні загинути, а юсмаліяни будуть вести нескінченне життя в раю, що запанує на землі. Марина Цвігун виступала «живим богом», названого Марією Деві Христос, а сам Кривоногов призначив себе «намісником Бога на Землі - Юоаном Свамі» і патріархом «Братства».
Адептів секти переконували в тому, що час існування людства добігає кінця і саме зараз необхідно всіма силами чинити опір Антихристу. Цей опір вдасться тільки в тому випадку, якщо людина не отримуватиме освіту, працюватиме, братиме участь у суспільному житті, триматиме вдома електроапаратуру, одружуватиметься і буде заводити дітей, щоб не віддавати їх потім Антихристу. За допомогою методів активного психічного впливу організатори вимагали від своїх адептів шаленого фанатизму. Пересічних представників примушували до продажу квартир на користь секти. Внаслідок цього сотні людей, які потрапили під вплив Кривоногових, залишилися без даху над головою. Секта стала стрімко розростатися, незабаром вона залишила межі України, де був утворена, і поширилася територією Росії та Білорусії.
Прихід Страшного Суду, після якого для Братства настане рай на землі, а решта людей загинуть в язиках полум'я, був призначений на осінь 1993 року. У листопаді практично всі члени секти з'їхалися до Києва, де очікували зустріти кінець світу, та планували захопили Софійський собор. Кривоногова та Цвігун, а також найактивніших членів секти було заарештовано київською міліцією. У 1996 році Кривоногова і Цвігун засуджено до тривалих термінів ув'язнення: Кривоногова до 7 років, а Цвігун — до 4 років позбавлення волі. 
Після звільнення з колонії Кривоногов відмовився від «місіонерства» та спілкування з «братами», намагався влаштуватися викладачем до закладу вищої освіти, пізніше працював в одному з універмагів Києва. Після розлучення з Цвігун взяв прізвище нової дружини, ставши Юрієм Сильвестровим.